# Taurus Express
Il Taurus Express (in turco Toros Ekspresi) è un treno passeggeri che opera giornalmente tra Konya e Adana. In passato era un treno passeggeri notturno di prim'ordine gestito dalla Compagnie Internationale des Wagons-Lits tra Istanbul e Baghdad. Dopo il 1972, i passeggeri potevano viaggiare fino a Bassora tramite un collegamento con l'Express 2 effettuato alla stazione centrale di Baghdad. Tuttavia, il servizio fu sospeso nel 2003, a causa dello scoppio della guerra in Iraq. Nel 2012, le Ferrovie dello Stato rinnovarono il servizio tra Eskişehir e Adana per ristabilire nuovamente il collegamento con Istanbul una volta completati i lavori sui binari in città. Esiste l'eventualità che il treno possa proseguire in futuro fino al suo ex capolinea a Baghdad, ma per il momento la possibilità rimane bassa.

## Storia
Il Taurus Express corse per la prima volta il 15 febbraio 1930. Tuttavia, a quel tempo, i passeggeri dovevano trasferirsi su un pullman fornito dalla Compagnie Internationale des Wagons-Lits per la tappa del viaggio tra Nusaybin e Kirkuk. Da Kirkuk, il viaggio proseguiva con la ferrovia a scartamento ridotto fino a Baghdad. Nel 1939 questo servizio era attivo tre volte alla settimana da Istanbul a Baghdad, con collegamenti per Teheran e per il Cairo.
Con il completamento della ferrovia di Baghdad, il primo viaggio ferroviario continuo del Taurus Express partì dal terminal di Haydarpaşa a Istanbul il 17 luglio 1940 e arrivò alla stazione centrale di Baghdad, a Baghdad, il 20 luglio 1940.
Il Taurus Express originariamente correva su binari di proprietà delle Ferrovie Statali turche, delle Ferrovie Meridionali, delle Ferrovie della Siria Settentrionale e Cilicia e delle Ferrovie dello Stato irachene. Le Ferrovie dello Stato turche acquisirono le Ferrovie Meridionali nel 1948 e le Ferrovie siriane acquisirono le Ferrovie della Siria Settentrionale e Cilicia nel 1965. Il treno operava due volte a settimana, ma dopo il 1972 entrò in servizio settimanalmente.

## Composizione
La composizione del primo Taurus Express era la seguente:
- TCDD locomotiva a vapore 3688
- TCDD Bagaglio Auto
- CIWL Carrozza letti
- CIWL Carrozza letti
- Carrozza TCDD
- Carrozza TCDD
- TCDD Bagaglio Auto

Dopo il 1972 le locomotive diesel erano la motrice principale e le composizioni dal 1972 al 2003 erano le seguenti:
- Locomotiva IRR DEM 2000 (Baghdad-Karkamış)
- Locomotiva TCDD DE 24000 (Karkamış-İstanbul)
- TCDD affrancatrice
- Carrozza letti TCDD
- TCDD Couchette Auto
- Carrozza TCDD
- TCDD Bagaglio Auto

## Riferimenti nella cultura di massa
Il Taurus Express è presente nel romanzo poliziesco di Agatha Christie Assassinio sull'Orient Express (1934). Mentre il corpo principale della storia si svolge su un altro dei treni della Compagnie Internationale des Wagons-Lits, il Simplon-Orient Express, il capitolo di apertura del libro si svolge sul Taurus Express.